# Grace Black
Grace Sarah Black (previamente: Royle) es un personaje ficticio de la serie de televisión británica Hollyoaks interpretada por la actriz Tamara Wall desde el 8 de noviembre de 2013 hasta ahora.

## Biografía
Grace llegó por primera vez a Hollyoaks en noviembre del 2013 cuando llegó para asistir al funeral de su hermana Clare Devine, Grace compra flores para el funeral pero estas son vandalizadas por Ste Hay, cuando su padre Fraser lo descubre intenta atacarlo pero Grace lo detiene. Después del funeral Grace jura encontrar a Paul Browning y vengarse de él, poco después comienza a sospechar del comportamiento de Mercedes McQueen, Lindsey Butterfield y Cindy Cunningham cuando les pregunta por Browning, por lo que Grace decide quedarse en Hollyoaks y ayudar a su padre con su negocio ilegal.
Más tarde ese año Grace finalmente se da cuenta de que Cindy, Lindsey y Mercedes habían tenido problemas con Browning, al inicio intenta acercarse a Lindsey para averiguar sobre su paradero pero su plan no resulta, por lo que decide ir a casa de Mercedes y cuando la encuentra le revela que ella es la hermana de Clare y comienzan a pelear y Grace se va cuando Mercedes la amenaza. Más tarde Grace descubre que Mercedes había matado a Paul mientras intentaba defenderse de él, pero decide no ir a la policía.
Cuando Trevor Royle, el socio de su padre comienza a salir con Mercedes solo para obtener su dinero Grace se pone celosa y comienza a tener varios enfrentamientos con ella, finalmente cuando Trevor la confronta ambos admiten que se aman y comienzan una relación en secreto, sin embargo cuando Fraser descubre la relación amenaza a Trevor y le dice que se aleje de Grace por lo que él termina con ella, sin embargo Trevor le dice la verdad sobre porqué había terminado con ella y la pareja regresa, poco después cuando se encuentra con Mercedes ambas tienen otra pelea y Mercedes le revela que ella también participó en la muerte de su hermana, Grace se enfurece y termina golpeándola.
Grace le cuenta a su padre Fraser Black sobre los responsables de la muerte de su hermana y ambos deciden vengarse, Grace toma el teléfono de Trevor y le manda un mensaje a Mercedes haciéndose pasar por él para verse en el "Loft", cuando Grace oye a alguien entrando toma una lámpara y la golpea, sin embargo cuando se da cuenta ve que no había golpeado a Mercedes sino a Tegan Lomax (la madre de su media hermana) y huye del lugar.
A finales de diciembre Grace es secuestrada por Ray McCormick, un enemigo de su padre y le exige a Fraser dinero para que Grace regrese a salvo.
En enero del 2014 su odio por Mercedes crece y planea matarla, Grace amenaza a su hermanastro Freddie Roscoe diciéndole que lastimaría a alguien que amaba si no mataba a Mercedes por lo que él acepta, Grace secuestra a su hermano Joe Roscoe a quien ata y deja en un edificio que está a punto de ser destruido, Freddie intenta atropellar a Mercedes pero Jim McGuinn la salva y Freddie termina atropellándolo. Freddie intenta rescatar a su hermano del edificio pero este es destruido antes de que él llegue, al inicio Grace y Fraser le hacen creer que Joe está muerto, sin embargo luego se descubre que Joe está vivo en un hospital.
Cuando Grace visita la tumba de su hermana es golpeada por Ray, a quien luego mata. Cuando Joe se recupera Grace se asusta al creer que la policía la buscaría por lo sucedido por lo que decide huir con Trevor, sin embargo antes de subir al avión Grace recibe una llamada de su padre quien le dice que la quiere por lo que cambia de parecer y decide quedarse, sin embargo cuando Trevor le hace ver todas las cosas malas que su padre le ha hecho Grace decide que quiere ver a su padre muerto. Joe se acerca a Grace y Trevor para deshacerse de Fraser y aunque al inicio ella no está convencida de matar a su padre cambia de parecer y consigue una limosina para que Joe la arregle, al día siguiente Grace sin decirle a nadie que Sandy Roscoe también estaría en la limosina hace planes para que ella y Fraser vayan a una fiesta, sin embargo el plan no resulta cuando Joe y Freddie descubren la verdad y los rescatan.
Poco después cuando el cuerpo de Fraser es encontrado y la policía le da la noticia a Grace ella queda destruida, primero va con Joe y Freddie y los acusa del asesinato pero cuando Sandy les da una coartada, luego va a la cafetería donde termina acusando a Tegan y peleándose con Nancy Hayton sin embargo Jason Roscoe la aleja de ella, unas horas más tarde cuando la policía arresta a Trevor y le enseña algunas evidencias ella cree que él es el responsable de la muerte de su padre, luego Grace termina drogando y secuestrando a Ste para averiguar si él sabía algo sobre el asesinato de su padre.
Más tarde el 26 de enero de 2015 se revela en una serie de flashback que Grace había sido la verdadera asesina de Mercedes McQueen, a quien había apuñalado para que Mercedes no le vendiera su parte del "Loft" a Freddie.
El 25 de mayo del 2016 Grace queda devastada cuando Trevor se desploma y muere luego de casarse, después de haber sido acuchillado por Nico Blake, quien lo atacó luego de descubrir que Trevor tenía una aventura con su madre Sienna Blake.

## Asesinatos y crímenes
Entre sus víctimas se encuentran:
| Fecha de Asesinato | Personaje     | Causa                             |
| ------------------ | ------------- | --------------------------------- |
| marzo del 2014     | Ray McCormick | Grace lo mata para vengarse de él |

- El 20 de noviembre de 2014 Grace apuñaló a Mercedes McQueen, pero poco tiempo después Mercedes se recuperó.